# Sousville
Sousville ist eine französische Gemeinde mit 145 Einwohnern (Stand: 1. Januar 2022) im Département Isère in der Region Auvergne-Rhône-Alpes (vor 2016 Rhône-Alpes). Sie gehört zum Arrondissement Grenoble und zum Kanton Matheysine-Trièves. Die Einwohner werden Sousvillois genannt.

## Geographie
Die Gemeinde Sousville liegt etwa 29 Kilometer südsüdöstlich von Grenoble an der Bonne, die die Gemeinde im Südosten begrenzt. Die Gemeinde besteht aus mehreren Weilern und Einzelhöfen; die Mairie befindet sich im zentral gelegenen Weiler Le Pivol. Umgeben wird Sousville von den Nachbargemeinden Saint-Honoré im Norden, Nantes-en-Ratier im Nordosten und Osten, Saint-Laurent-en-Beaumont im Südosten, Ponsonnas im Süden und Südwesten sowie La Mure im Westen.

## Bevölkerungsentwicklung
| Jahr                       | 1962 | 1968 | 1975 | 1982 | 1990 | 1999 | 2006 | 2014 | 2021 |
| -------------------------- | ---- | ---- | ---- | ---- | ---- | ---- | ---- | ---- | ---- |
| Einwohner                  | 137  | 108  | 89   | 85   | 98   | 124  | 122  | 140  | 145  |
| Quellen: Cassini und INSEE |      |      |      |      |      |      |      |      |      |